# Réunionkiekendief
De réunionkiekendief (Circus maillardi) is een roofvogel uit de familie Accipitridae. Het is de kleinste soort uit het geslacht Circus.

## Kenmerken
Het mannetje is van boven donkergrijs en licht van onder met zwarte strepen. De staart is licht. Het vrouwtje is ook licht en zwaar gestreept van onder en meer bruin van boven. Zij heeft echter ook een licht gekleurde staart. De vogel lijkt sterk op de madagaskarkiekendief ((C. macrosceles) die alleen groter is. Overigens werden deze soorten, net als  de Afrikaanse bruine kiekendief (C. ranivorus) en de Pacifische bruine kiekendief (C. approximans) als ondersoorten beschouwd van de gewone bruine kiekendief.

## Verspreiding en leefgebied
Deze soort is endemisch op Réunion. De vogel kwam voor in de oorspronkelijke bossen van het eiland. Daarvan is weinig meer over. Het leefgebied omvat nu ook open landschappen en agrarisch gebied.

## Status
De vogel wordt bedreigd door aantasting van het leefgebied door verstedelijking en de aanleg van infrastructuur zoals wegen en elektriciteitsmasten. Verder door pesticidegebruik en jacht. In 2011 werd de populatie geschat op 200 tot 560 volwassen vogels. Dit aantal loopt verder terug. Om deze redenen staat de reunionkiekendief als bedreigd op de Rode Lijst van de IUCN.